# الجمعية المغربية لحماية اللغة العربية
الجمعية المغربية لحماية اللغة العربية مؤسسة فكرية علمية ثقافية تأسست يوم السبت 17 مارس 2007 في الرباط عاصمة المغرب، وهي جمعية مستقلة عن أي تيار سياسي أو نقابي أو مذهبي  ولديها عدة فروع في المغرب، تهدف إلى العمل على استصدار القوانين التي تحمي العربية باعتبارها إحدى اللغتين الرسميتين في المغرب. كما تحث الجمعية على إحداث مُؤسسات متخصصة في تدبير الأمور المرتبطة باستخدام ودعم اللغة العربية.
تسعى الجمعية إلى تنمية دور العربية والعمل على استخدامها في كافة الإدارات والمرافق والقطاعات الإنتاجية والحكومية، والكشف عن قدراتها التعبيرية في شتى الميادين، إضافة إلى إبراز مكانتها في المجتمع المغربي ونشر الوعي بأهميتها. كما تعمل الجمعية على إبراز مختلف التحديات التي تواجه العربية و الكشف عن المخاطر التي تهددها وحمايتها من التهميش.
من بين الوسائل التي تعتمدها الجمعية إبرام اتفاقيات وعقد شراكات مع المجالس المنتخبة والسلطات المحلية والأحزاب السياسية ومنظمات المجتمع المدني، وأيضًا التعاون مع الهيئات والمنظمات الحكومية وغير الحكومية والجمعيات التي لها الأهداف نفسها على المستوى الوطني والدولي.